# Stefan Karlsson (bádminton)
Stefan Karlsson (5 de noviembre de 1955) es un deportista sueco que compitió en bádminton, en las modalidades de dobles y dobles mixto.
Ganó una medalla de plata en el Campeonato Mundial de Bádminton de 1985 y seis medallas en el Campeonato Europeo de Bádminton entre los años 1978 y 1988. Además, consiguió una medalla de plata en los Juegos Mundiales de 1981.

## Palmarés internacional
| Campeonato Mundial | Campeonato Mundial      | Campeonato Mundial | Campeonato Mundial |
| Año                | Lugar                   | Medalla            | Prueba             |
| ------------------ | ----------------------- | ------------------ | ------------------ |
| 1985               | Calgary (Canadá)        | Medalla de plata   | Dobles mixto       |
| Campeonato Europeo |                         |                    |                    |
| Año                | Lugar                   | Medalla            | Prueba             |
| 1978               | Preston (Reino Unido)   | Medalla de bronce  | Dobles             |
| 1980               | Groninga (Países Bajos) | Medalla de oro     | Dobles             |
| 1982               | Böblingen (RFA)         | Medalla de oro     | Dobles             |
| 1986               | Uppsala (Suecia)        | Medalla de plata   | Dobles             |
| 1986               | Uppsala (Suecia)        | Medalla de bronce  | Dobles mixto       |
| 1988               | Kristiansand (Noruega)  | Medalla de bronce  | Dobles             |